# 幻影2000战斗机
幻象2000（法語：Dassault Mirage 2000）為法國達梭公司開發的單發動機多用途戰機，採無水平尾翼的三角翼設計，最初是為了汰換法國空軍的幻象3型戰鬥機而開發，在戰機世代上歸類於第四代戰鬥機。
幻影2000的機腹配備2門DEFA 30mm机炮，另有9个武器挂载点可装载包括空對空導彈、空對地導彈及空對艦導彈等裝備。

## 開發

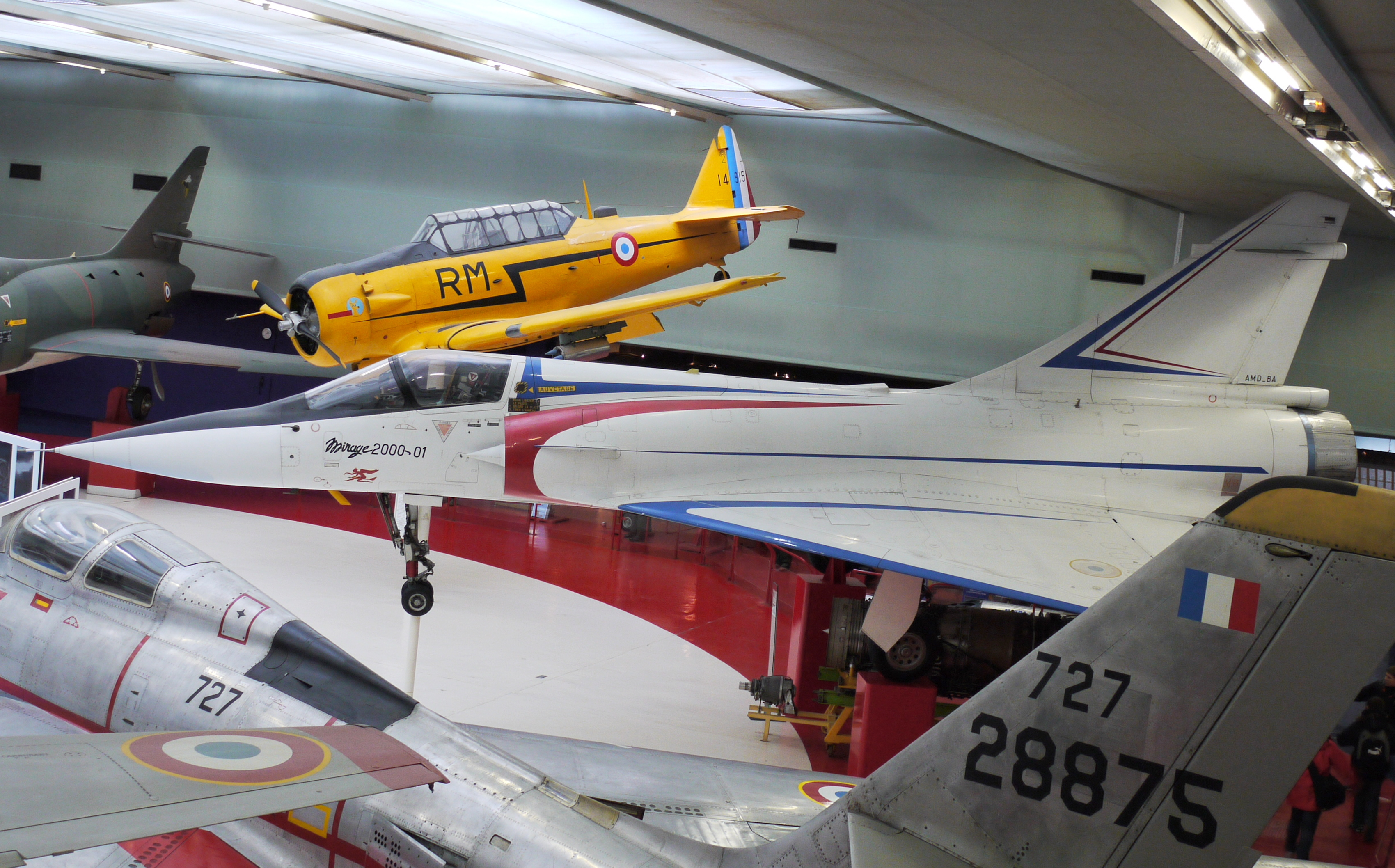
幻影2000的首台原型機。現存於法國航空博物館。

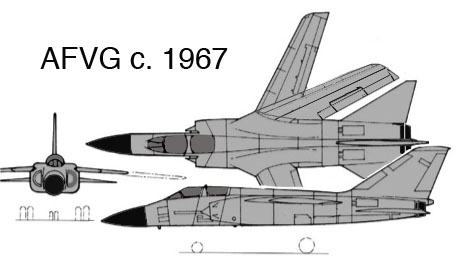
AFVG（Anglo French Variable Geometry）研發項目

法國達梭公司在幻影3型戰鬥機獲得成功之後，於1964年與英國合作共同研發一款可變後掠翼戰鬥機，項目稱為AFVG（Anglo-French Variable Geometry）。與許多冷戰時期的多國開發案相同，雙方對技術規格缺乏共識下毫無進展，於1967年告終。後來，英國轉與義大利和德國合作，繼續計劃成為龍捲風戰鬥轟炸機，而達梭向法國空軍提出了較保守的傳統構型概念戰機與後掠翼的測試機種，分別是幻象F1型與幻象G型。
經過1960年代的摸索與累積某些氣動力概念的經驗，達梭在1970年代自法國空軍承接了未來戰鬥機計畫（Avion de Combat Futur，簡稱ACF），打算開發稱為「超級幻象」的新型機。ACF計畫原本打算製造一架雙引擎的新戰機，但是因為預算太高，法國空軍在1975年取消該計畫。然而在1975年4月，受到幻象F1 M-53與在競標歐洲四國下一代戰機時敗給F-16的刺激，顯示單靠改良現役的幻影F1已不可能符合作戰需求，法國空軍在1975年12月18日重開新一代幻象機開發計畫，目標為開發一架中小型單引擎戰機，試圖改善之前計畫的缺點，並做某些創新以取得未來在國際間競爭的優勢。在法國軍方對於計畫構想搖擺的過程中，在ACF計畫進行期間達梭公司以公司資金啟動了一項稱為「Delta 2000」的開發計畫，該計畫計畫開發的機種為單噴射引擎三角翼戰機，因此法國軍方在取消ACF計劃後，「Delta 2000」接替了它的定位進行後續研發。
1976年，法國空軍正式和達梭簽約，打造4架幻象2000原型機。新型幻象2000的設計回到幻象3型的無尾翼三角翼，但採用線傳飛控及複合材料，達梭只使用了27個月，便讓原型機在1978年3月10日實施首飛。幻象2000的飛控系統導入數控動力系統（computer-controlled dynamic system），使三角翼的飛控穩定度大幅提升。在1978年夏季的法茵堡航空展中，幻象2000原型機以攻角26度、時速204公里的狀態下飛行，打破過去三角翼戰機不適合低速飛行的迷思，在當次展示中大放異彩。然而，幻象2000在當時尚未完成測試，甚至連雷達都因開發延宕而沒有著落，實際測試與其他原型機則在之後陸續補上；2號原型機在1978年9月18日出廠，3號原型機在1979年9月26日完工，第一架雙座型-幻象2000B為4號原型機，則在1980年11月10日建成。量產則在1982年11月開始，1983年幻象2000C型正式服役。
除了空優型號，1979年法國空軍委託達梭開發一款專用在低空滲透核子打擊任務的雙座幻象戰機，代號幻象2000N。幻象2000N拆除了空用火控雷達，更換配備有地貌追蹤模式的羚羊V雷達為核心的對地火控系統，強化結構以適應低空超音速穿透任務，後座為專業武器官，操作ASMP飛彈。雖然幻象2000N極速下修為1.5馬赫，但具備足以在敵軍防空圈內執行全天候、超低空核子打擊任務所需。1983年2月3日幻象2000N原型機首飛，1988年開始量產。1988年，由於疾風戰鬥機研發延宕，法國空軍委託達梭公司幻象2000N開發傳統對地打擊型，代號幻象2000D。幻象2000D換用羚羊50型雷達，但整合了法國空軍的空對地武器與最新的電子防衛系統，以及在1980年代以後研發的精準打擊飛彈。1991年2月19日幻象2000D首飛，1993年開始量產。

## 設計特徵
航空電子設備
幻象2000B／C配備的航電系統核心為達梭電子開發的2084型中央數位電腦、配備SAGEM ULISS 52慣性導航系統、六分儀航電公司製90型大氣資訊電腦、SFENA 605自動駕駛儀、LMT NRAI-7A敵我識別器，航電由法國研發的Digibus GAM-T-101數位匯流排連結，參數投射於TMV-980A顯示系統上（VE-130平視顯示器、VMC-180俯視顯示器各1具）。

## 衍生型

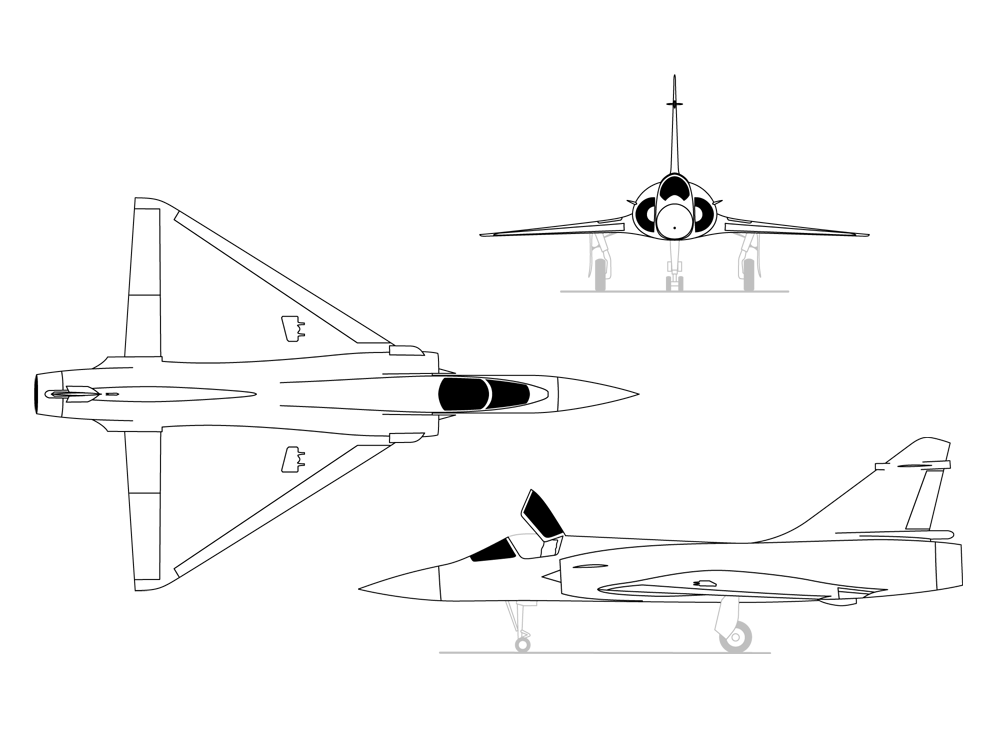
幻象2000C三視圖

以下是主要的衍生型號：

### 幻象2000
於1978年3月試飛的原型機。

### 幻象2000C

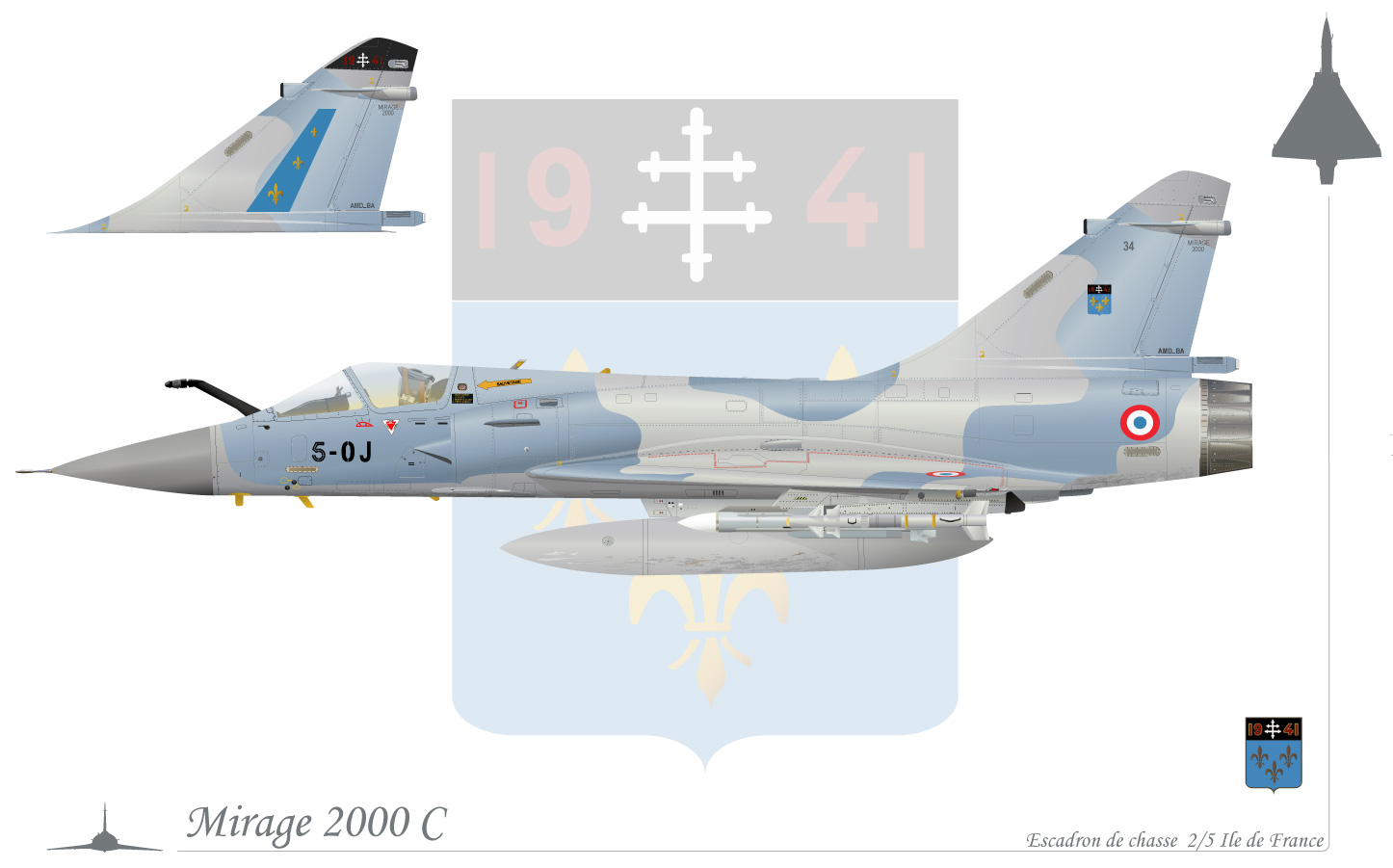
幻影2000-C

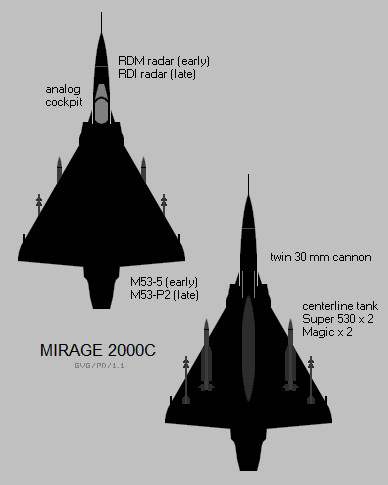
幻象2000-C武器掛載點

最早服役的量產型攔截機，C的意思為（法文的戰鬥機）。包含由幻影2000原型機修改而成原型機的一共生產4架，於1982年11月首飛，1983年交付法國空軍，1984年成立第一支作戰中隊，總共生產124架。
第1至37架採用RDM雷達與M53-5發動機，也稱為幻影2000-RDM（幻影2000B和C也合稱為幻影2000DA，DA的意思為空防），湯姆森RDM雷達由幻影F1上配備的Cyrano IV雷達改良而來，仍在使用卡塞格林天線，對空有效搜索距離110公里，設計和性能都比美國F-16的APG-66雷達落後，但因為美國和歐陸國家都已開始部署F-15、F-16、MIG-29和龍捲風等第四代戰鬥機，法國空軍則仍然使用幻影3和幻影F1為主力，所以法國政府以協助外銷為理由要幻影2000盡快加入法國空軍服役。由於很多配套的新裝備都未完成研發，只以現有設備頂替，因此幻影2000-RDM與F-16相比除了因為採用三角翼使高空高速性能較佳外，其他方面的性能並沒有突出之處。幻影2000C的第38架量產機開始改用新款的湯姆森RDI脈衝都卜勒雷達與M53-P2發動機提升性能，這款改良型又稱為幻影2000-RDI，於1987年以後開始交付；第49至63架換裝RDI J1-2改良型雷達，後來再提昇為J2-4型，部分戰機採用HOTAS操縱桿、改良RDI J2-5和J2-13雷達，並於機身內加裝電波與熱源干擾彈發射器，但仍統稱幻影2000-RDI。
更換成RDI雷達的幻影2000C除了搜索距離延伸到120公里，也增加了裝備超級530D飛彈機能。超級530D飛彈與舊款超級530F相比改善了下視下射機能（look-down/shoot-down），但是作為搜索核心的RDI雷達最初尚未支援此套搜索模式，直到1987年才完成相關技術的開發。提升後的幻影2000更換代號為幻影2000DA（法語防空之簡稱）。
除了攔截機功能，法國空軍後來也對旗下機隊雷達的對地功能升級，增加非共同目標辨識（Non-Cooperative Target Recognition）模式。後來的幻影2000C系列可掛載美製MK.80系列傳統炸彈或是法製傳統炸彈或集束炸彈；而達梭也對針對國外使用者需求提供整合非法國製武器服務，像是印度空軍的幻影機隊便可掛載R-73AE與印度生產的阿斯特拉飛彈。
巴基斯坦空軍原訂購30架但後來取消，法國政府後來決定撥款46億法郎提升這批預定售予巴基斯坦空軍的幻影2000C戰機，將其提升為幻象2000-5規格，由達梭在1994年開始進行提昇，原先為這30架幻象機製造的RDI雷達則移植給原先使用RDM雷達的初期型幻象2000C，使得法國空軍的幻象2000C在服役中期達成了機隊雷達硬體一致。
幻象2000-C生產構型細分
幻象2000*C RDM
幻影2000-C S1、編號1-15：配備RDM雷達、M53-5發動機，僅能使用R550魔法二型飛彈
幻影2000-C S2、編號16-19：配備增加俯視功能之RDM雷達
幻影2000-C S3、編號20-37：整合超級530F中程空對空飛彈
幻影2000-C RDI（幻影2000DA）
幻影2000-C S4、編號38-48：配備RDI J1-1雷達、M53-P2發動機，可使用超級530D中程空對空飛彈。
幻影2000C S4-1、編號49-63：配備RDI J1-2雷達
幻影2000C S4-2、編號64-74：配備RDI J2-4雷達。
幻影2000C S4-2A：由S4-1、S4-2批次機統一升級為RDI J2-5雷達的修改批號。
幻影2000C S5、編號75-124：配備RDI J3-13雷達。
幻影2000C S5-2C：S5批次型機更新ECCM裝置之構型代號。

### 幻影2000B

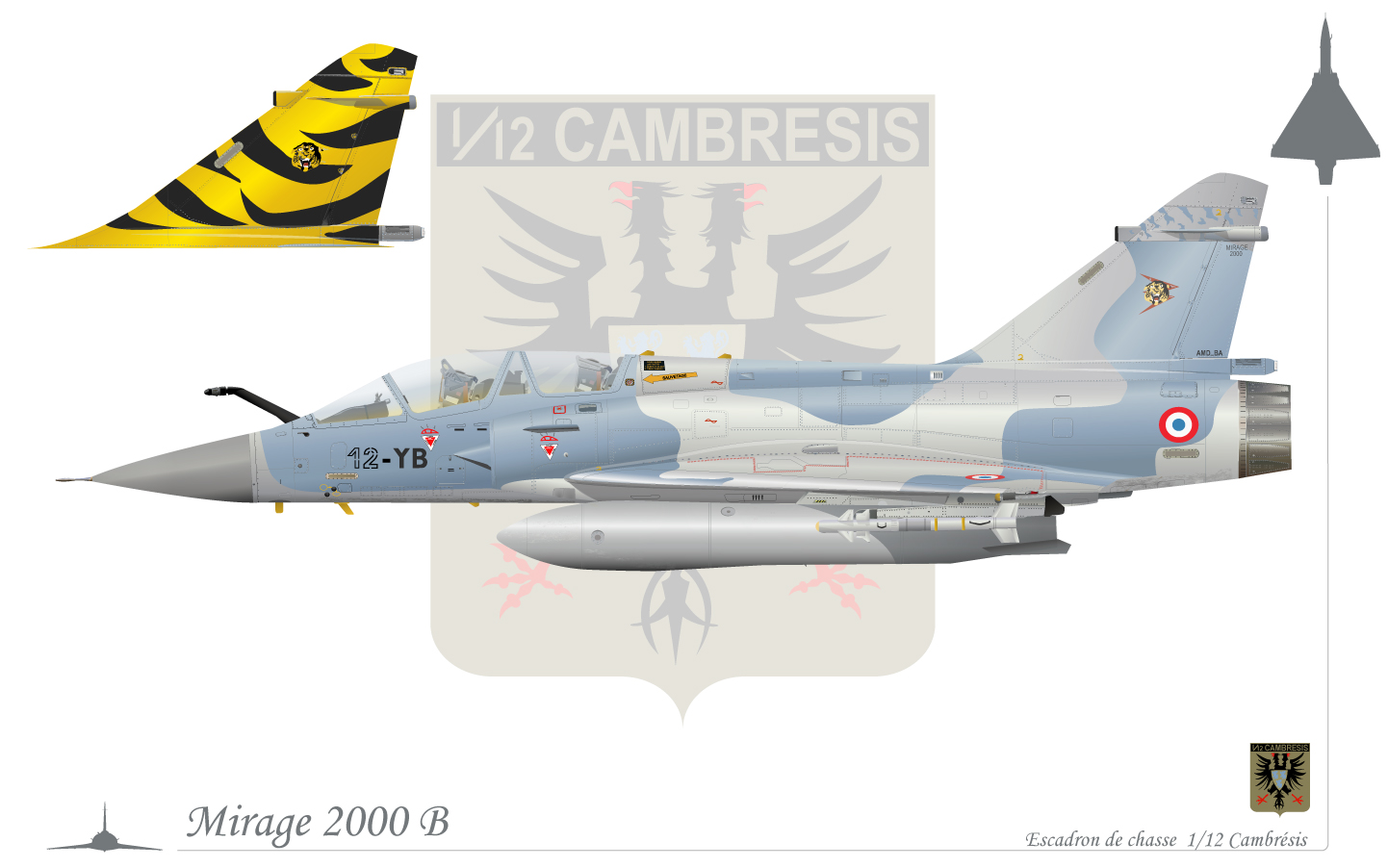
幻影2000-B

幻影2000C的雙座型號，第1-14架（501至514號）採用RDM雷達與M53-5發動機，而第15-20架（515至520號）則改用RDI雷達，發動機相同，第16和17架又改採RDM雷達，第21架起用RDI性能提升J2-4雷達，第22架換裝M53-P2發動機，第23架使用RDI J2-13雷達與M53-P2發動機。幻影2000B後座為教官席，前座是學生席，座艙儀表相同，機身長度較幻象2000C長0.1公尺，高度降低0.05公尺。因座位增加的緣故無法裝設機內固定機炮，但武器外掛硬點及負載能力、最大起飛重量與幻象2000C相同。所有的幻象2000B均配屬在奧朗日空軍基地。
幻影2000B生產構型細分
幻影2000B S3、編號501-514：配備RDM雷達、M53-5發動機，可使用R550魔法二型飛彈、超級530F型飛彈
幻影2000B S4、編號515-520：配備RDI J1-1雷達、M53-5發動機。
幻影2000B S4-2、編號521-522：配備RDI J2-4雷達、M53-5發動機，522號機起換用M53-P2發動機。
幻影2000B S5、編號523-530：配備RDI J3-13雷達、M53-P2發動機。
幻象2000BOB
由第4架完成的幻象2000B改裝，於1989年6月28日完成改良後首度試飛，試驗RUBIS前方熱源感應器、VEH-3020大角度抬頭顯示器、飛行員夜視鏡和其它電子光學設備的測試機。

### 幻象2000D

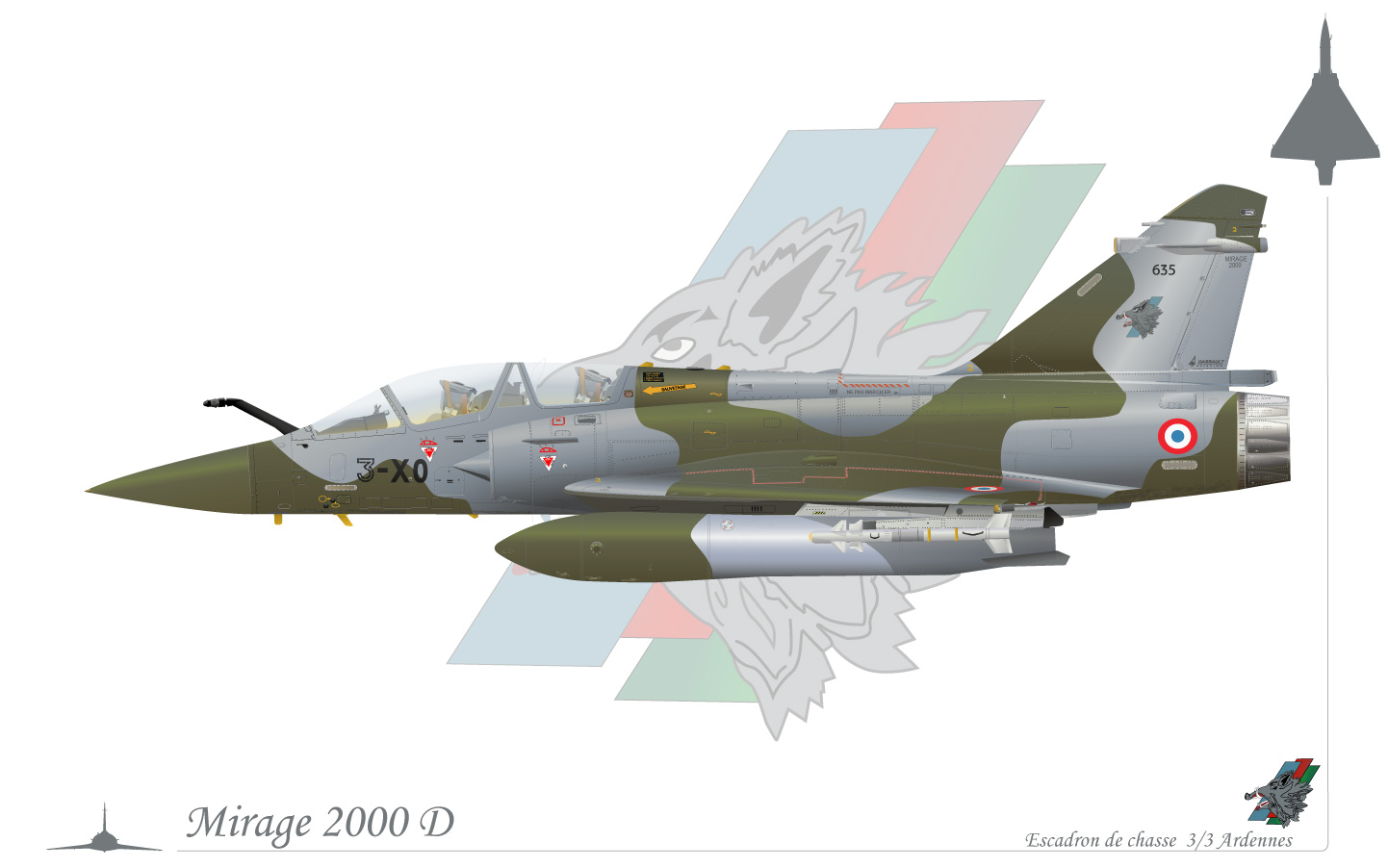
幻影2000-D

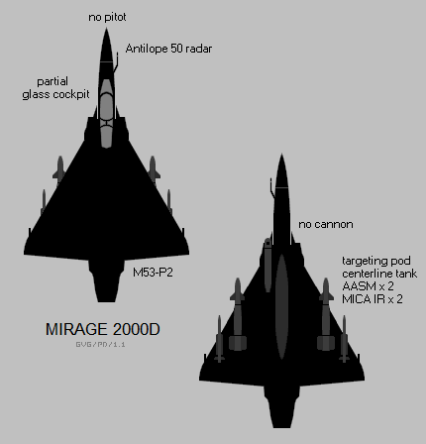
幻象2000-D武器掛載點

幻象2000D是以幻象2000N設計衍生，為取消了核武投射能力的戰鬥轟炸機，在1980年代為了延遲服役的疾風戰鬥機而開發，1991年2月19日首度試飛，1993年服役。
雖然極速降低為1.6馬赫，卻具備所有必要的對地攻擊設備，包括羚羊Antilope-50地形追蹤繪圖雷達與SFENA-607自動飛行系統，機鼻內加裝改良型電子干擾裝置和NAVSTAR衛星定位系統。此機型整合了美/法製常規對地武器發射介面，包括SCALP EG飛彈或阿帕契攻陸飛彈，可在配備雷射導引夾艙下使用美製精靈炸彈，為法國空軍海外任務中最倚重的對地支援要角。
2011年1月後，幻影2000D加裝整合了LINK16終端機，改良版稱為幻象2000D Vi。至2020年代法國最後留用的幻象2000系列主要為此型號，至2016年尚有71架服役。在2023年，法國空軍決定為55架幻象2000D Vi進行延壽工程，延壽後型號稱為幻象2000D RMV。
幻象2000D RMV引進了疾風戰鬥機所使用的Talios導引莢艙，並為機上航電設備與軟體進行更換與升級，原配置的魔法二型空對空飛彈因老舊汰換，更換為雲母飛彈紅外線尋標器版本。在完成此次中期壽限升級計劃，幻象2000D RMV預定服役至2030年代。

### 幻象2000E
幻象2000C的外銷型機種，配備與幻象2000C相同的M53-P2發動機，部分幻象2000E機身裝置電波與熱源干擾彈發射器。

### 幻象2000ED
幻象2000E的雙座型教練機。

### 幻象2000N

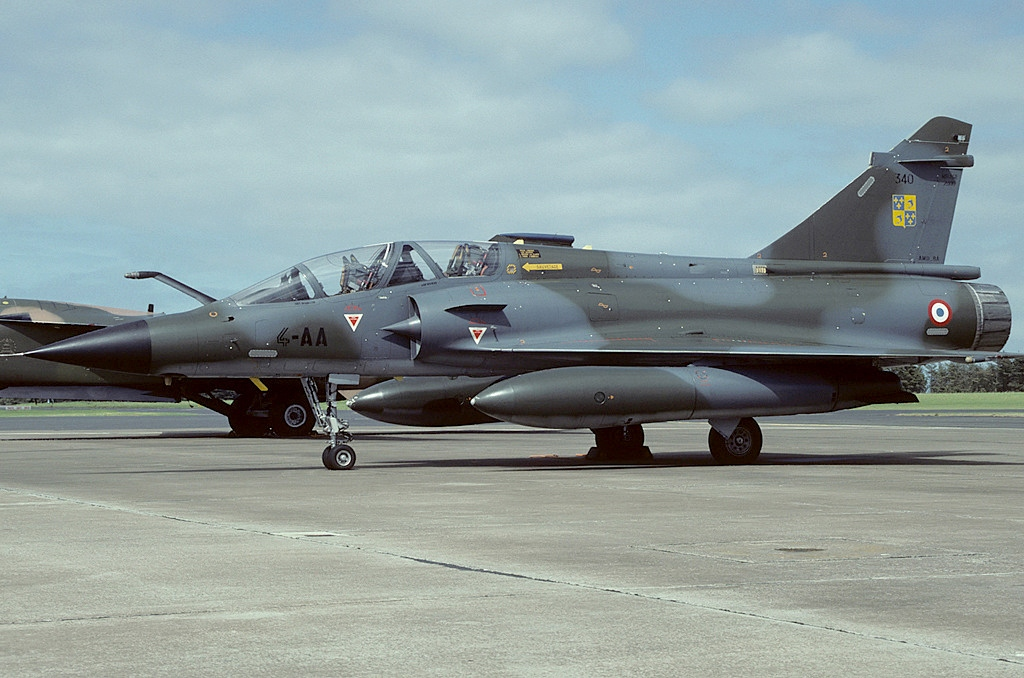
幻影2000-N

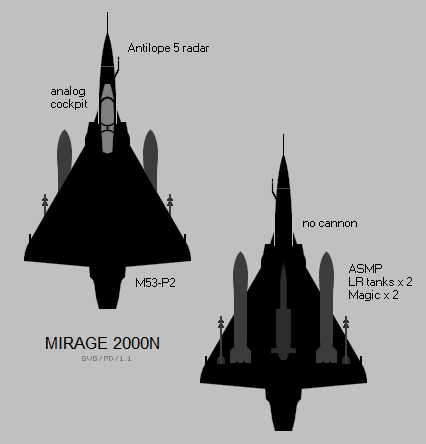
幻象2000-N武器掛載點

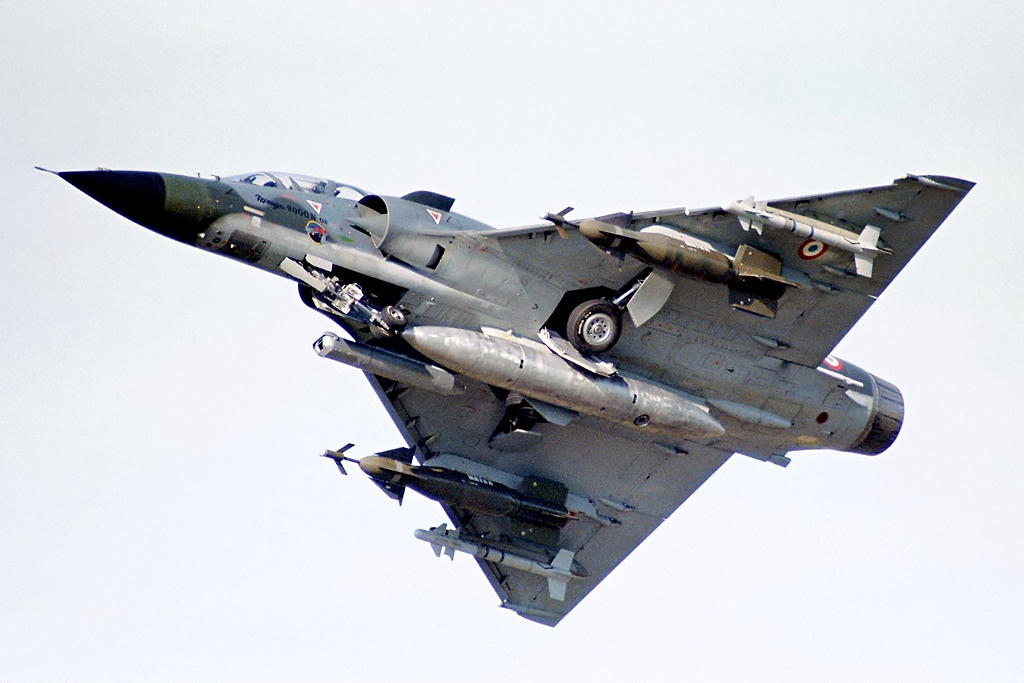
幻象2000-N掛載各式炸彈

由雙座的幻象2000B發展的核打擊型攻擊機，繼承原先幻影IV型（Mirage IV）轟炸機之地位，成為法國空軍的空中核武打擊主力機型，主要武器可攜帶核彈頭及飛行速度可達3倍音速的ASMP空對地巡航導彈。1983年首度試飛，首25架稱為幻影2000N-K1，只有投射ASMP對地飛彈能力，1988年6月生產幻影2000N-K2，具備投射傳統武器與ASMP對地飛彈能力，全部生產於1992年結束，共計生產75架。
幻影2000N配備Antilope-5地形追蹤雷達、兩具SAGEM慣性導航系統、兩具改良型TRT-AHV-12電波高度指示器、湯姆笙彩色顯示器、OMERA垂直照相機、掛載魔術二型短程飛彈、混合式電戰系統（SABRE干擾器、SERVAL雷達預警器、SPIRALE自動電波和熱源干擾彈發射器），羚羊五型雷達主要是專精在對地能力，其性能可讓幻影2000N在60公尺高度以時速600節（1,110公里）進行自動或手動飛行。但雷達仍保留對空搜索功能，在對空模式下幻影2000N有28公里（15海浬）的偵測能力，足夠機上配備的魔法二型短程飛彈進行交戰。
幻影2000N有三個批型：
- 幻影2000N K1：僅整合ASMP飛彈的專業核武攻擊機，生產31架。
- 幻影2000N K2：32號機之後的批號，整合了全天候傳統對地武器攻擊能力，生產44架。
- 幻影2000N K3：由K2批次挑選升級，相容ASMP-A飛彈的改良型。2003年6月開始研發，2009年10月開始服役；原定計劃升級50架，最後法國政府只提撥了30架升級經費。

所有的幻影2000N在2018年6月21日全數除役。

### 幻影2000R
單座全天候戰術偵察機，也是幻影2000E外銷型，但使用一般雷達，具備掛載各種電子莢艙能力。

### 幻影2000S
外銷的幻影2000D型。

### 幻影2000-3
1987年展開性能提昇計劃，使用飆風戰機多功能座艙顯示器，又被稱為「APSI」（Advanced Pilot System Interface）系統，於1988年3月10日首度試飛。

### 幻影2000-4
為了運用雲母飛彈所製造的實驗機，1992年1月9日首度使用雲母飛彈攻擊無人靶機。

### 幻象2000-5

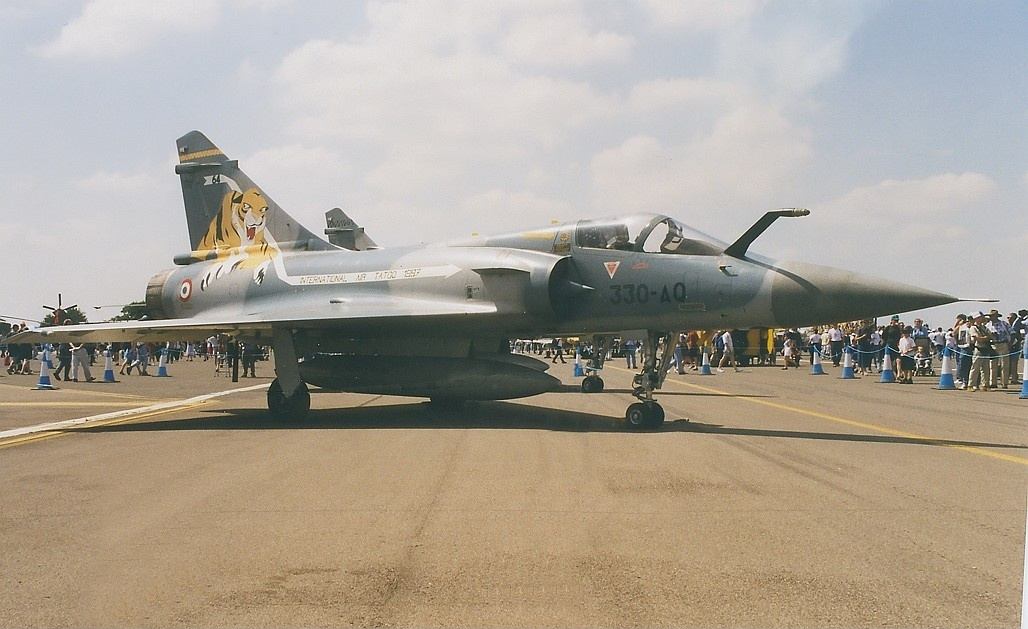
幻象2000-5

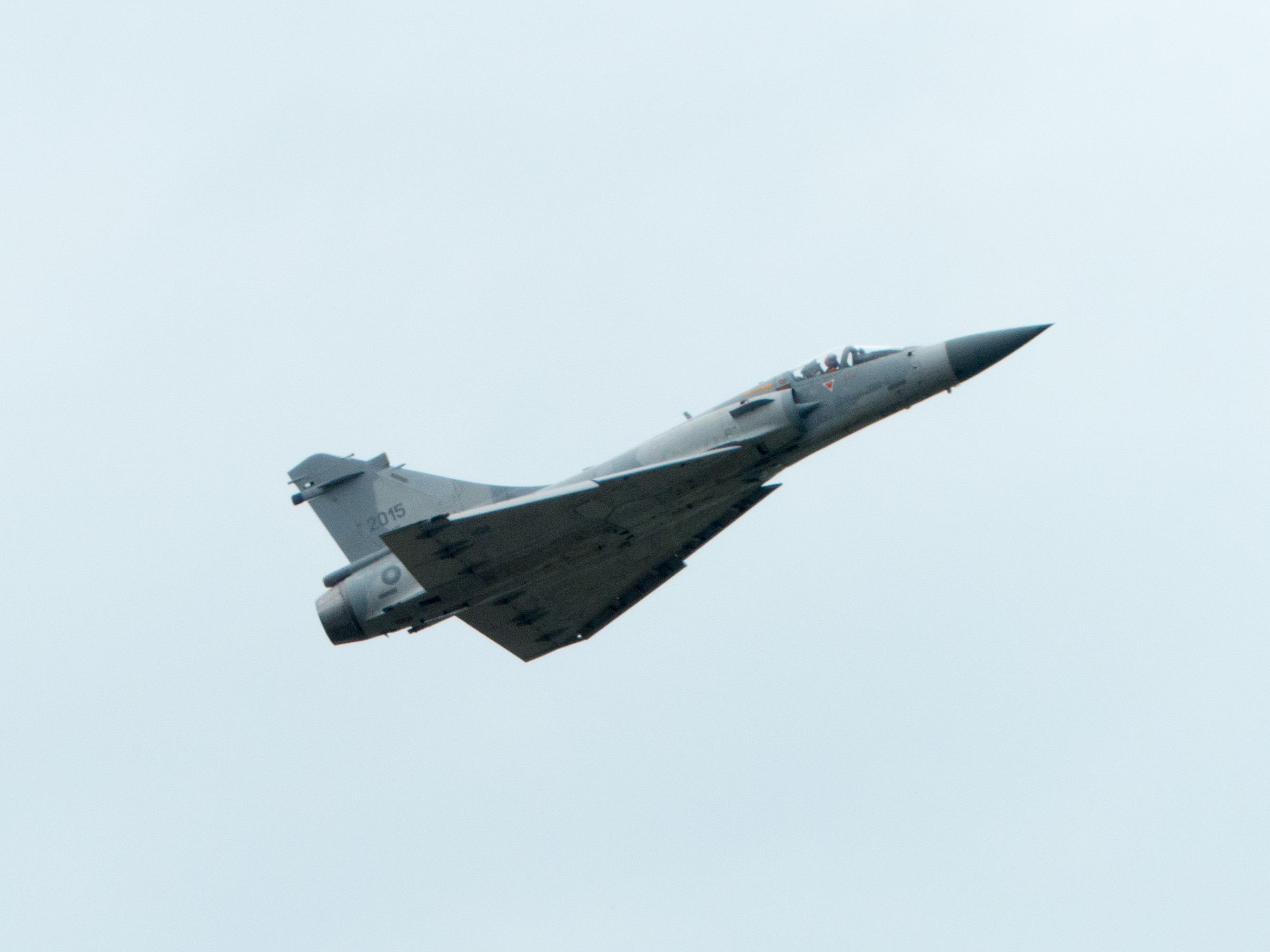
幻象2000-5

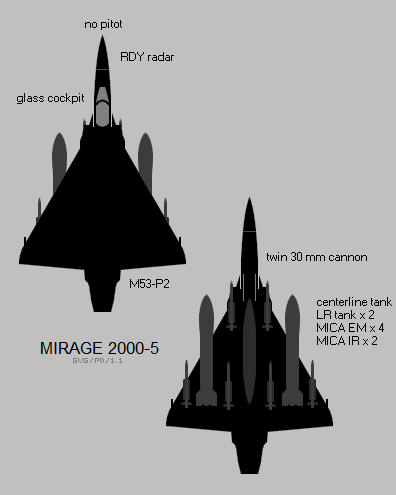
幻象2000-5的武器掛載點

1980年代末期，由於幻影2000的競爭對手F-16持續推出新機型，法國廠商為了維持在軍火市場的競爭力，當時仍為國營企業的法國湯姆森CSF公司決定自費投資改良幻影2000家族的雷達及航電系統，計劃將早期的幻影2000C與幻影2000B提升為幻影2000-5。由於開發計劃並未得到法國空軍的資金支持，而是靠最早使用幻影2000-5的中華民國空軍採購新機的飛龍專案挹注分攤不少經費。
中華民國是幻影2000-5型戰機最早使用的國家，根據當時台法的戰機採購合約，「只要該型戰機後續還有其他國家採購，將必須援引慣例分攤部分的採購經費給研發國與早期採購國」，因此法國空軍直到2000年為了保持幻影2000系列的生產線才從幻影2000C升級為同等機型。

首架幻影2000-5於1988年3月10日進行首飛，雙座幻影2000-5則於1990年進行首飛，1995年正式完成開發進入生產階段。1996年，中華民國空軍相繼派遣飛行及技勤修護種子教官總計190人次前往法國接受換裝訓練，然而中華民國採購的幻影2000-5EI為「拔除對地功能的刪減型號」，並非全功能型。

幻影2000-5與之前型號的最大分別是採用新型的RDY都卜勒雷達，對空最遠搜索距離150公里，可同時掃描24個目標及計算出最具威脅的其中8個目標，並可同時引導4枚雲母飛彈攻擊當中4個目標。除了改善對空能力外，亦具備充足的對地戰力，幻影2000-5可掛載泰勒斯研發的TV/CT CLDP雷射標定莢艙執行對地精準打擊，並可掛載幻影2000N的大容量副油箱延長續航力。內裝採用疾風式戰鬥機的開發成果改裝成現代化的玻璃座艙和VEH-3020大角度抬頭顯示器，以及整合電戰反制系統套件2型（ICMS MK2）及Samir DDM飛彈警告系統，可掛載ASTAC電戰莢艙之外，飛行員所配戴的飛行頭盔與氧氣罩，已經改為與法國飆風戰機飛行員配戴同款的LA-100輕量化飛行頭盔與UA21S低剖面氧氣面罩。中華民國軍方目前是採小批量、分年度方式採購，並且分批配發給飛行員。
法國幻影2000-5生產構型細分
幻影2000-5F
幻影2000-5F SF1：由幻影2000C S4-2A、S-5批次機抽調改造，計改造37架；這批飛機的RDI J2-5雷達拆交更換給之前使用RDM雷達的幻影2000機隊。
幻影2000-5F SF1-C：由幻影2000-5F SF-1批次改造，裝備RDY雷達。
幻影2000-5F SF1-IR：由幻影2000-5F SF1-C批次升級，RDY雷達整合了雲母飛彈主動雷達導引版、紅外線尋標器版雙型號射擊功能。
幻影2000-5F Vi：由SF1-IR改良，增裝可介接Link-16之MIDS終端機。
幻影2000-5 Mk2
幻影2000-5的最末期改良型；導航裝置改良並加裝GPS，任務核心電腦換裝由泰雷茲開發之模組化資訊處理裝置（Ensemble Modulaire de Traitement de l'Information、EMTI）提升資料處理能力及視覺資料投射效果，整合式電子作戰系統更新為ICMS Mk.III，RDY雷達整合飛魚反艦飛彈發射模式。

### 幻影2000-9
2003年設計生產給阿拉伯聯合大公國新修改機型，發動機為M53-P100，擁有2.2馬赫（超過2300公里/小時）的最大飛行速度，作戰半徑740公里，最大航程3900公里。
幻影2000-9機首裝有一部湯姆笙RDY-2雷達，理論搜索距離較RDY雷達增加15%，對空作戰效能仍維持同時跟蹤八個目標，攻擊其中四個目標的能力。任務電腦比照幻影2000-5mk2換用EMTI，同時整合了達摩克利斯瞄準夾艙，可投射雷射導引炸彈。此外配備了Nahar導航莢艙，解決空優型幻影2000在低空穿透與精準打擊能力的不足。

### 幻影4000

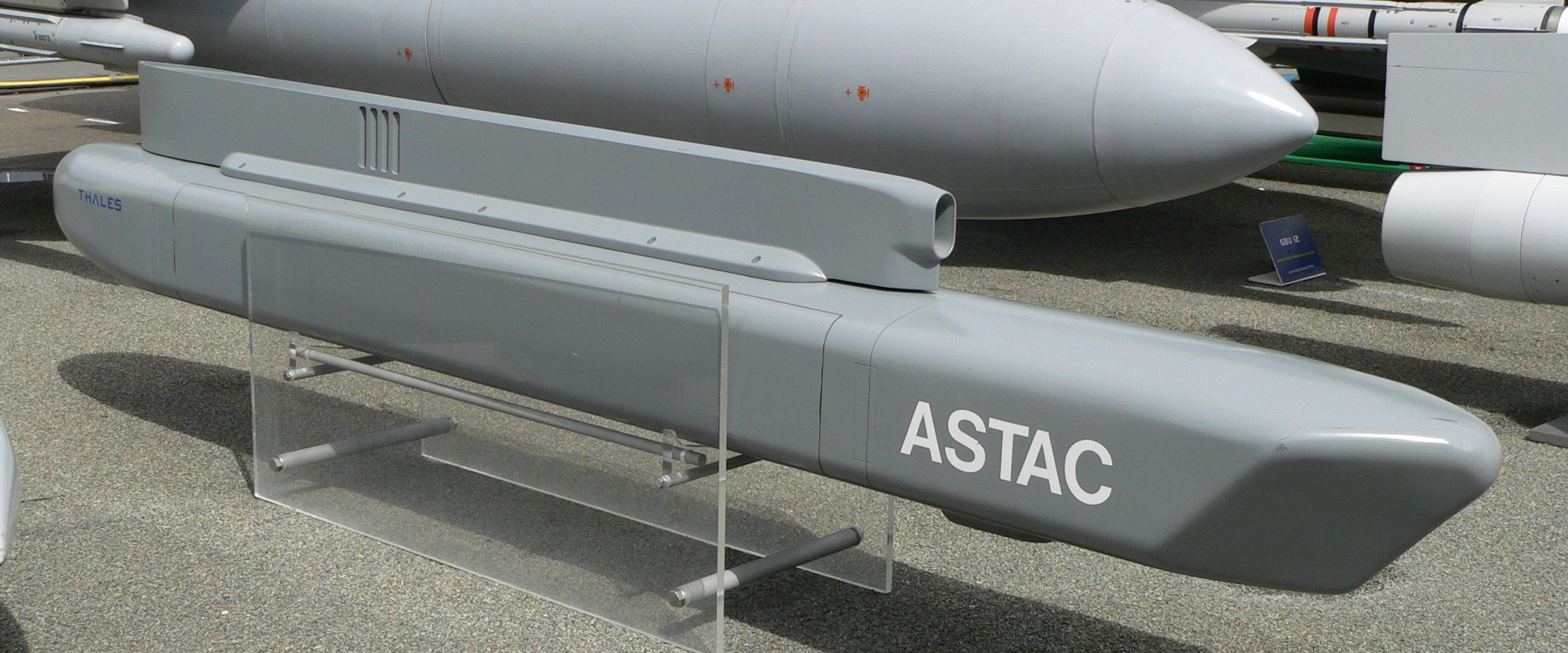
ASTAC電戰莢艙

達梭公司內部企劃將原先之幻影2000機體擴大以容納兩具M53-P2發動機。最後沒有任何國家採用。

## 中華民國空軍與幻象2000

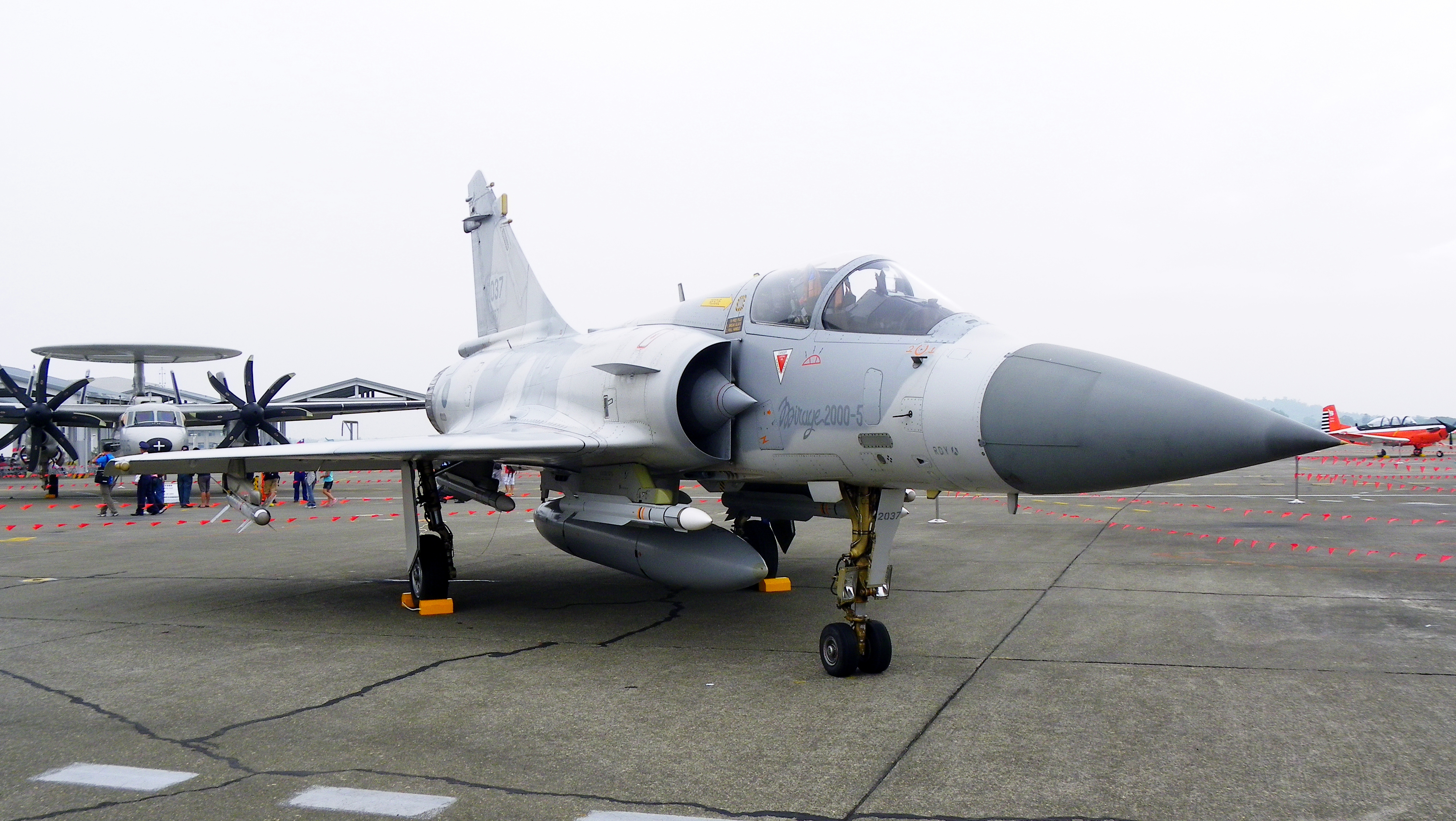
中華民國空軍的幻象2000-5EI戰鬥機

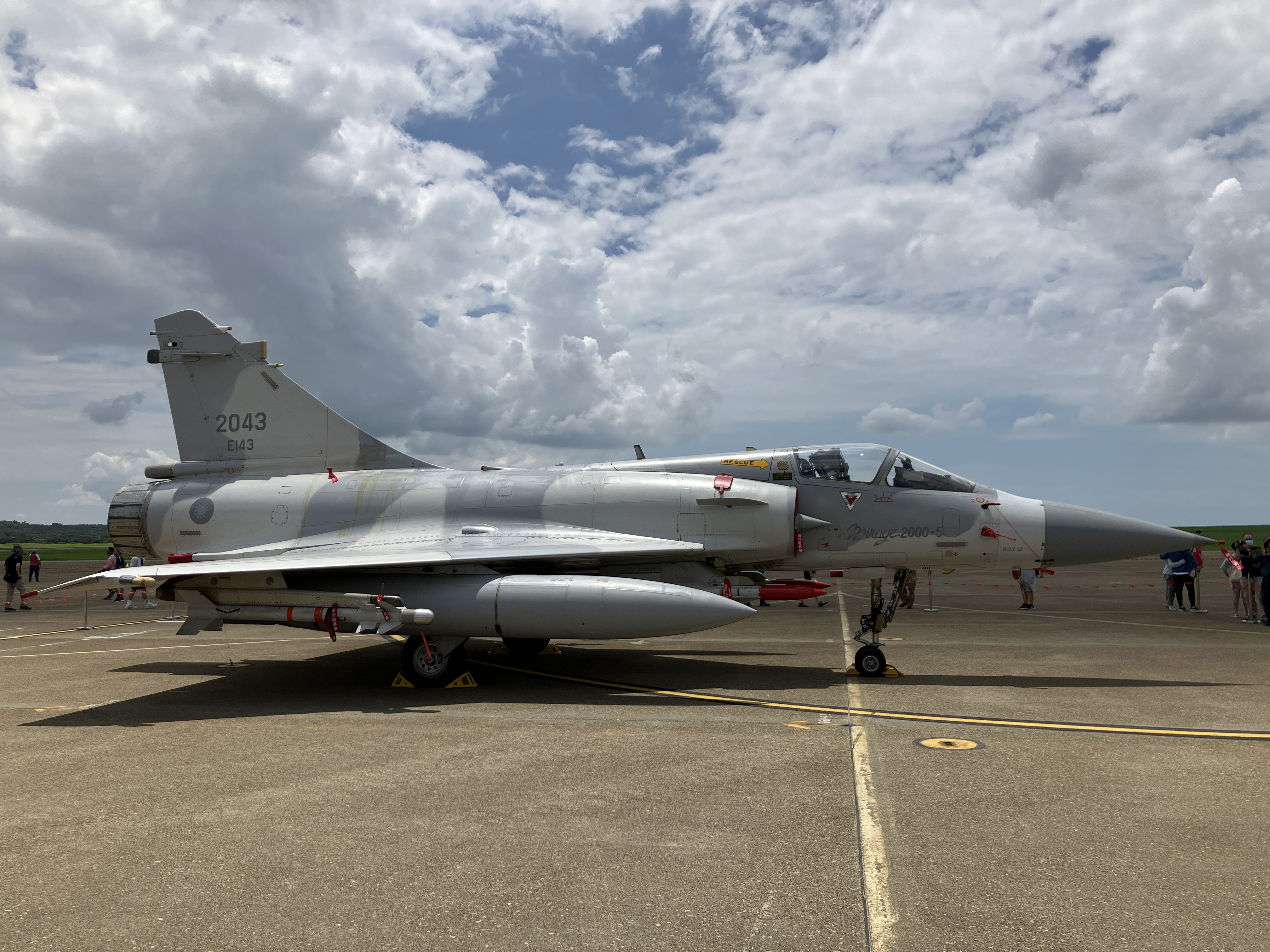
中華民國空軍的幻象2000-5Ei戰鬥機

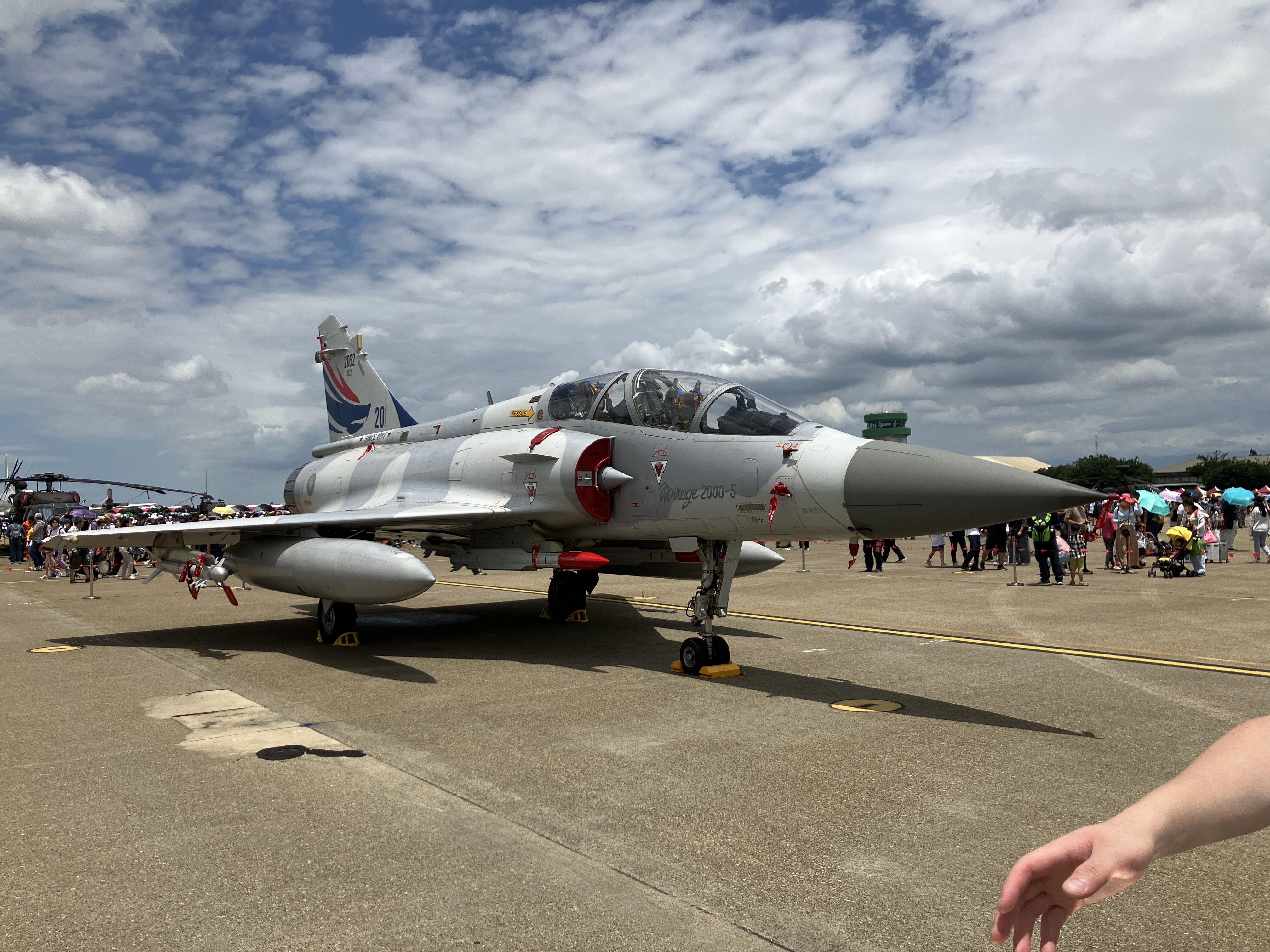
中華民國空軍的幻象2000-5Di彩繪機

- 1989年5月，時任參謀總長郝柏村上將訪問法國，促成法國同意出售幻象2000-5給中華民國。
- 1992年9月1日，法國公開宣布同意出售60架幻象2000給予中華民國。
- 1992年11月18日，中華民國與法國完成簽約，合約總價約1,667億元新臺幣（折合291億9,490萬法郎），採購包括了480枚魔法二型飛彈、960枚雲母飛彈。「飛龍計畫」開始執行。
- 1996年5月、9月，14名種子教官分兩梯次前往法國接受幻象2000訓練。首梯領隊沈一鳴、隊員徐雲龍、許竹君、鄭榮豐、薛傑、曹進平、楊靜瑟、柳惠千八人，第二梯領隊沈耀文、隊員呂樂生、陳金龍、郝以行、莫再銘、郭榮燕六人。[4]
- 1997年5月5日，中華民國空軍向法國達梭公司訂購的首批六架幻象2000-5型戰機（包括單座機2002-2004及雙座機2055-2056與2058），由海運方式運抵花蓮港。
- 1997年5月23日，中華民國空軍接收第一架編號2055之幻象2000-5戰機，代號「飛龍計畫」的幻象戰機採購計畫，共分九趟由法國籍之改裝貨輪韻洋號，由法國馬賽出發至花蓮港七號碼頭上岸，拖運至花蓮基地檢整後，再飛回新竹基地，最後8架幻象2000-5戰機於1998年10月28日抵台。
- 1998年4月15日，中華民國空軍正式成立第一支幻象2000-5戰機中隊，並在空軍新竹基地由空軍第499聯隊長葛光越少將、第十一大隊大隊長林清添上校、測戰中心主任沈一鳴中校、第41中隊中隊長呂樂生中校等人組成專案小組，持續測試從法國新購雲母飛彈中程主動導引空對空飛彈性能，並於漢光演習中列為測試項目。1998年5月8日，由一架幻象2000-5（編號2058）戰機成功試射命中67公里外的靶機。
- 1998年11月26日，中華民國空軍第四九九聯隊舉行第60架幻象2000-5戰機及第2個飛行中隊（42中隊）之成軍典禮。
- 2000年5月10日，中華民國空軍第四九九聯隊於新竹基地，執行「龍騰演習」幻象2000-5戰機成軍典禮。
- 2019年1月16日，由空軍第二聯隊打頭陣展開2019年國軍春節戰備操演，麾下的幻象2000-5以8架的大兵力滑行及最大馬力試車，並提供媒體參訪。
- 2021年8月4日，在中華民國總統蔡英文的授意下派出4架的幻象2000-5戰機，迎接在2020年東京奧運為國爭光的代表隊返國。
- 2022年7月26日，漢光38號演習於宜蘭蘇澳外海執行海上「聯合截擊作戰」實彈操演，總統蔡英文親自登上基隆級基隆號驅逐艦視導海空軍截擊解放軍攻臺兵力，但空軍幻象2000戰鬥機發射魔法二型飛彈時脫靶未命中目標[5]。
- 2022年8月2日美國眾議院議長裴洛西訪台前夕，空軍增派8架幻象2000戰機進駐臺東空軍志航基地，使志航基地的幻象2000規模達到10架。
- 2022年8月3日布署在新竹空軍基地及志航基地的幻象2000擔負戰備任務，攔截驅離多架次解放軍軍機。
- 2022年中華民國空軍天龍操演，空軍第2聯隊幻象2000-5戰機取得空戰王、箭靶王兩項殊榮，並於4V4的模擬空戰中以4:1的戰績全殲4架紅軍F-16V。
- 2023年2月24日中華民國空軍偵測到台灣北部空域出現不明氣球，隨即派遣於北部空域執行CAP的幻象2000-5前去識別目標，最後經飛官目視確認不明氣球為用於氣象研究的探空氣球。

## 中華人民共和國與幻象2000
在70年代出於共同抗衡蘇聯的威脅，西方和中华人民共和国的關係改善，军事合作交流也逐渐开始，中华人民共和国开始通过与西方合作的方式来促进国防现代化。1978年受巴黎国际航空航天展主办方的邀请，中方派代表团赴法国参观并接触了当时正处于原型机试飞期的幻象2000战斗机，航展结束后，法国方面积极向中方推荐了幻象2000战斗机。时任国务院副总理邓小平在此期间曾指出：「本来水平不行，也来不及做，而且质量又不好，引进是重要的手段」，「解决途径要包括引进外国先进技术，例如幻影-2000战斗机」。
1982年6月，中國人民解放軍有意购买幻影2000战斗机，派出由空军副参谋长姚峻为团长的代表团赴法国考察，代表团成员由中华人民共和国相关领导部門、工业部门、空军部門和研究所人员组成，此外还有两名试飞员葛文墉蒋德秋。中方代表团参观了达索公司及相涉工厂，而两名试飞员葛文墉蒋德秋则试飞了幻影2000B（01号机）共计7架次，葛文墉在后来的报告中对该机的航电系统及操控性给予了高度评价，同时也指出发动机推力小的问题。然而由于价格过于昂贵，加之1980年代的中国大陆正处于改革开放的早期，财力有限，所以交易未能成行。
1989年六四事件发生后，中华人民共和国與西方國家關係惡化，歐盟對中國武器禁運正式實施，幻影2000與其他多項採購西方武器的计划遂被终止。

## 使用國

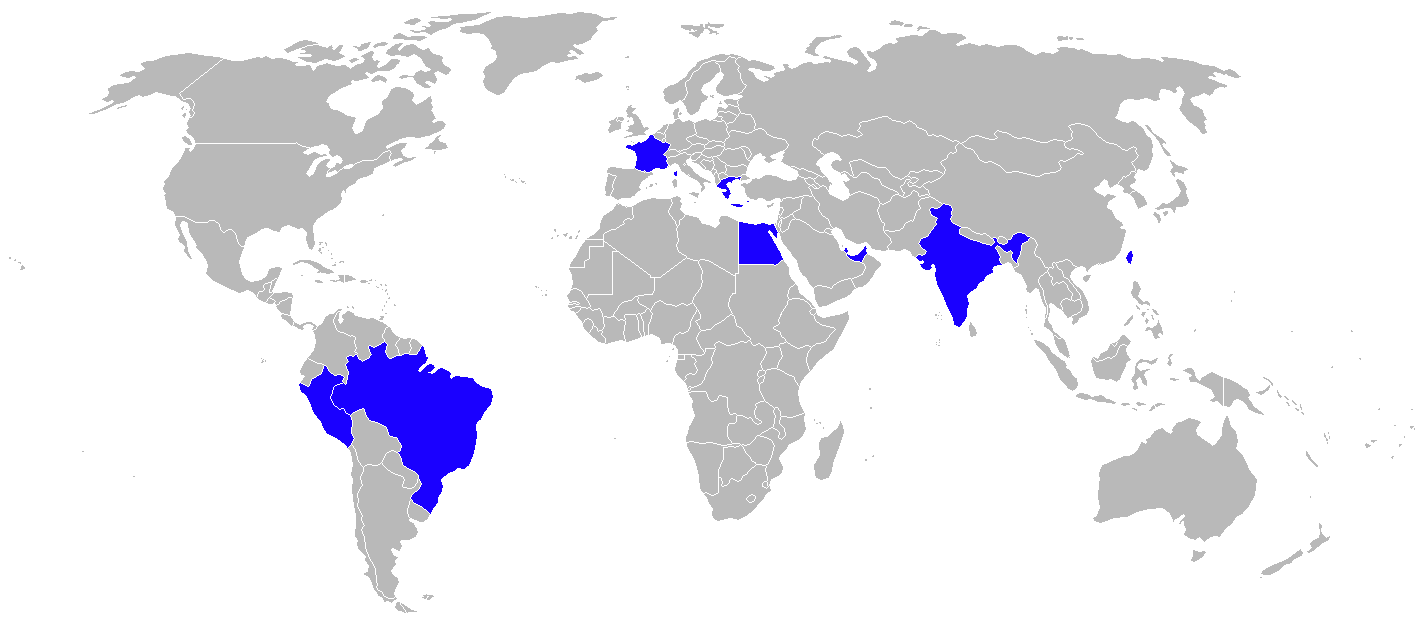
幻象2000使用國家

由於後繼機種飆風戰鬥機已經開始生產，法國決定停產幻象2000。最後一架出廠的幻象2000由希臘空軍訂購，2007年11月23日交貨，包括7架原型機、4架先導量產型、601架量產型，幻象2000家族共生產612架。

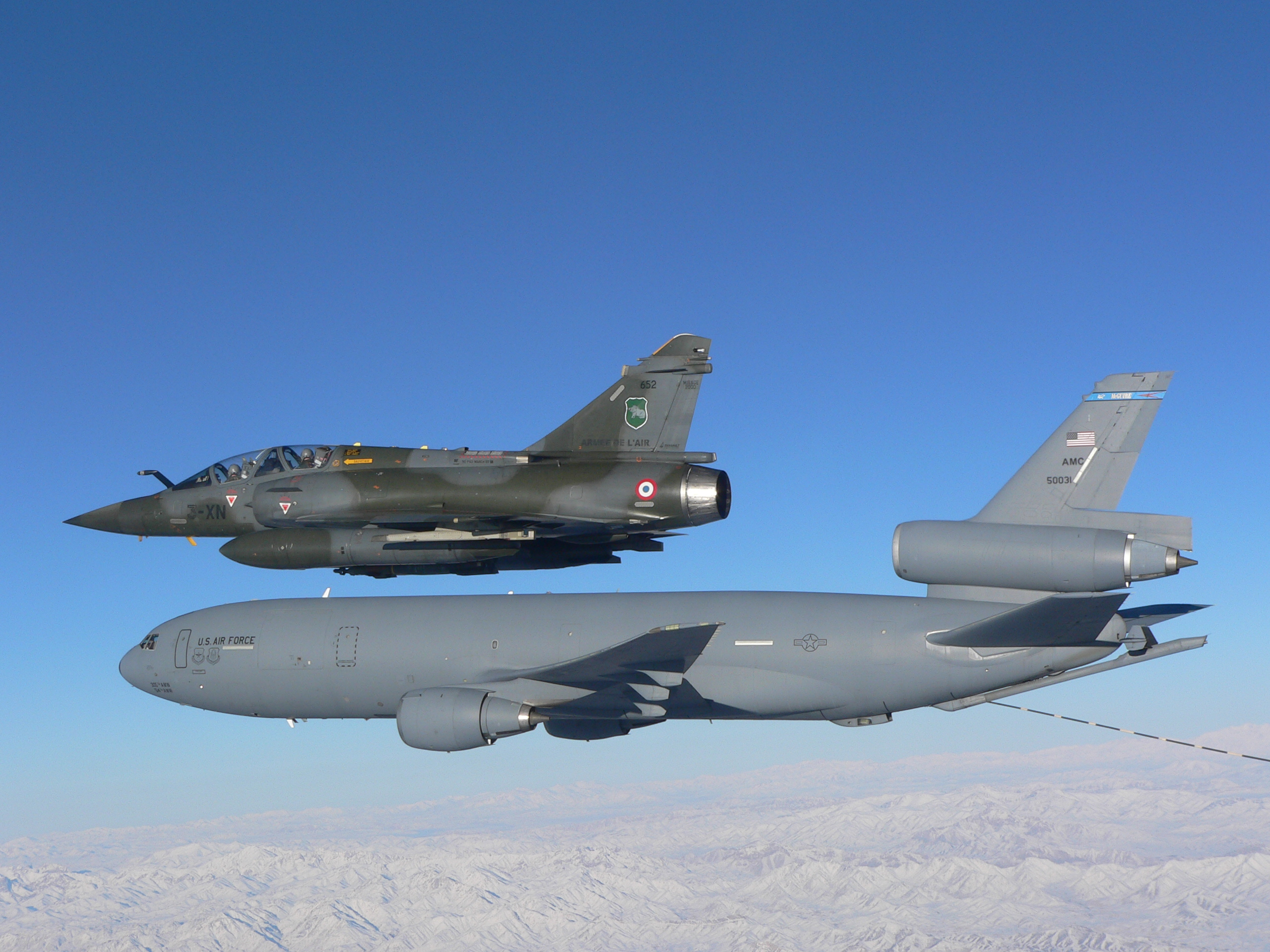
法國的幻象2000D，圖中與KC-10加油機同飛

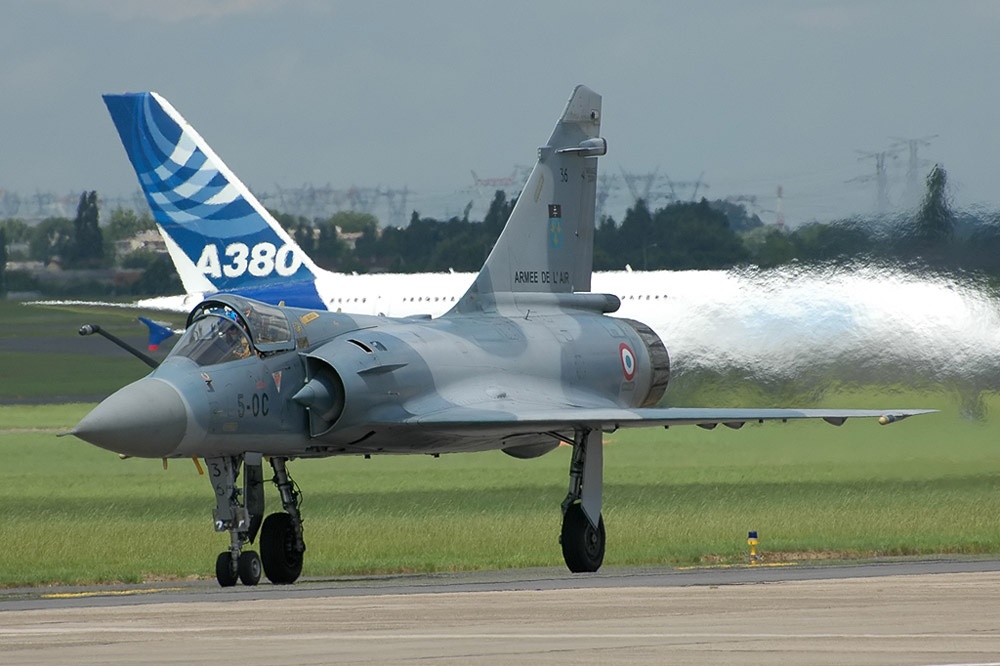
法國空軍幻象2000C型與A380，攝於2007年

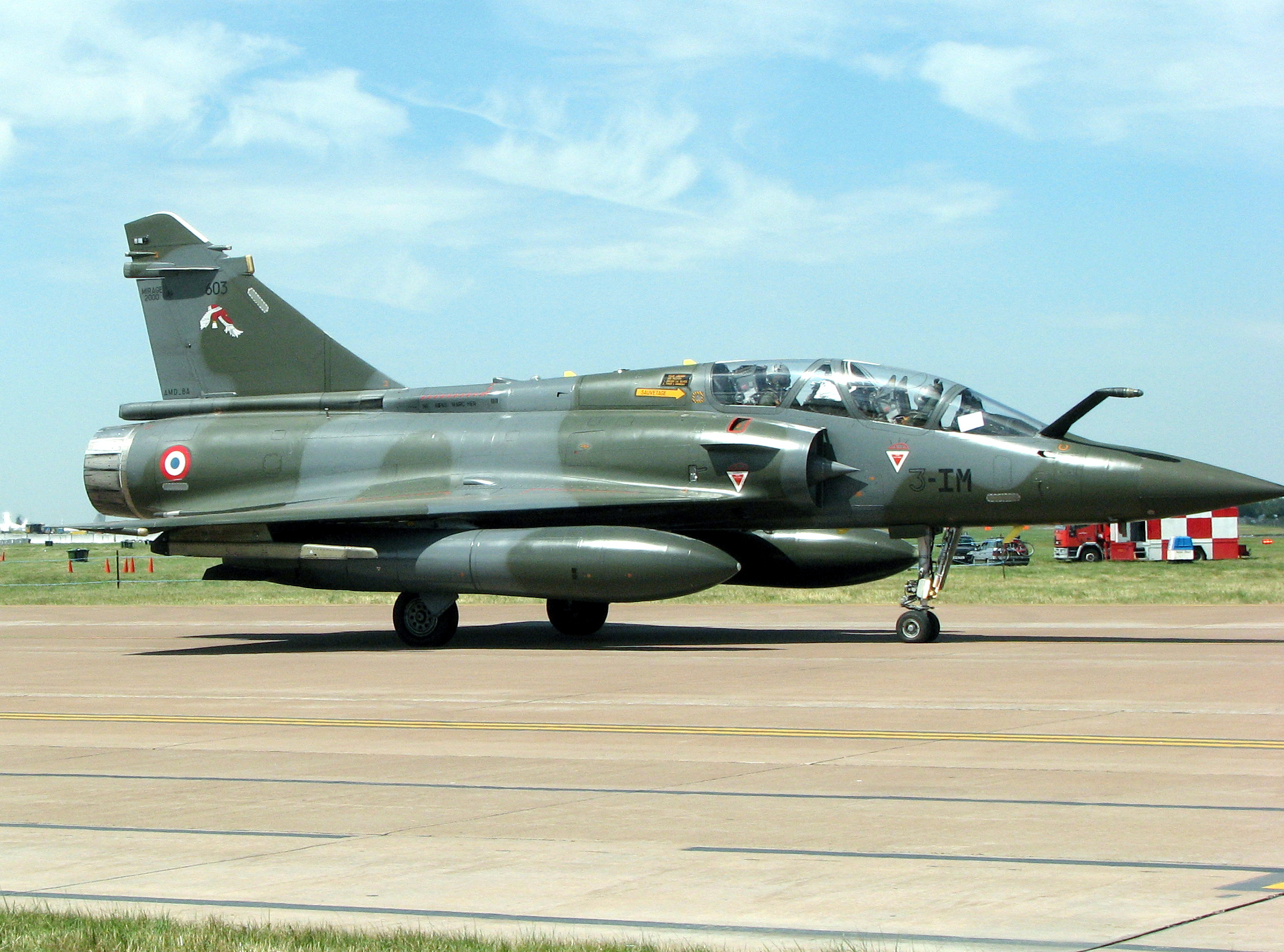
幻象2000D型是對地攻擊加強版

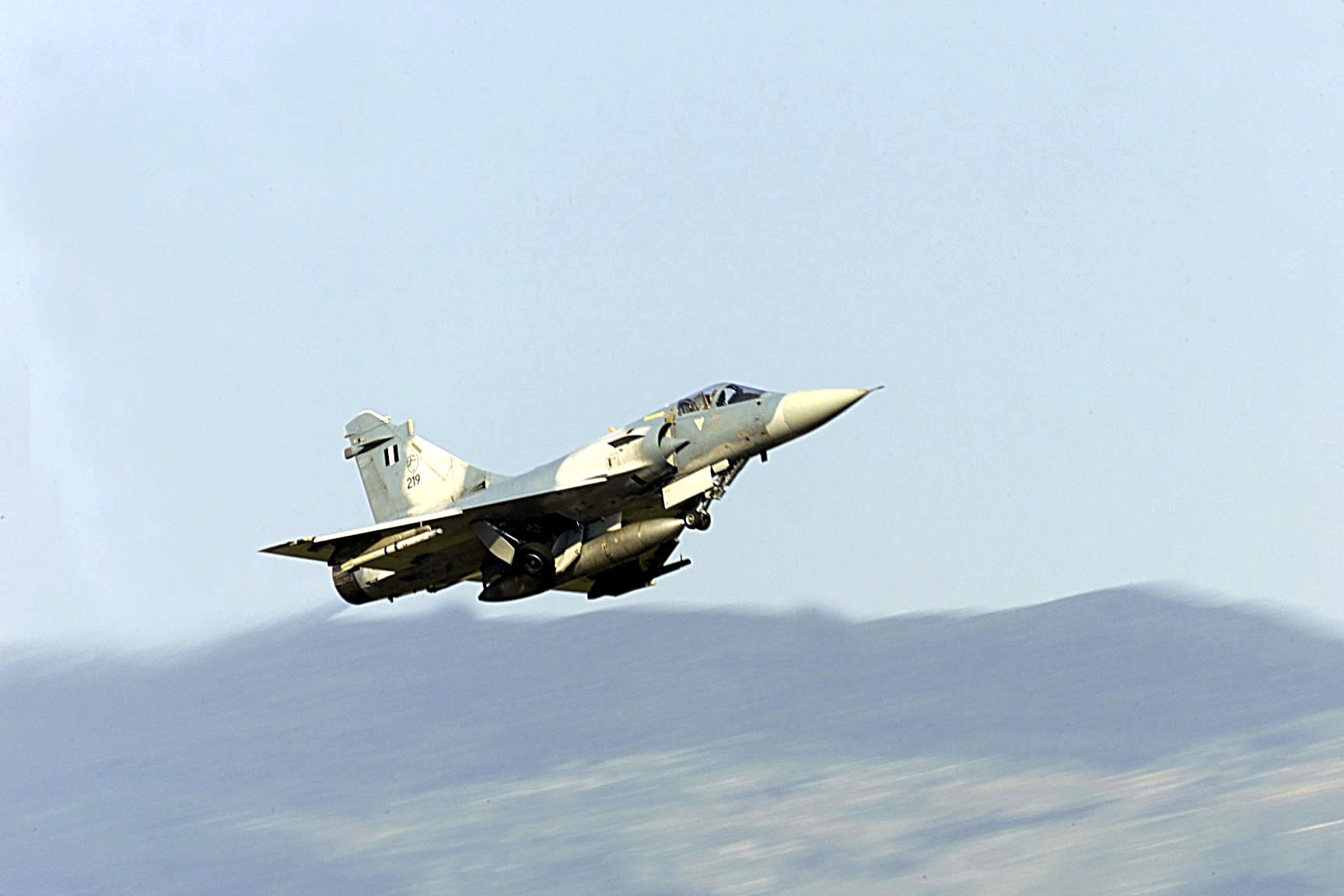
希臘空軍幻象2000EG的E為出口版，G為希臘之意，實際上為2000C型

### 現有及未來用戶
法國：315架，2017年7月公布尚存112架服役。
- 幻象2000C × 124（含早期型2000C、幻象2000DA，C型後比照DA標準改良。其中37架提升為Mirage 2000-5F，目前尚有27架5F、11架C型服役。）
- 幻象2000B × 30（2017年統計尚有6架服役）
- 幻象2000N × 75（2018年退役）
- 幻象2000D × 86（2017年統計尚有68架服役）

根據2019-2025法國國防計劃法，法軍戰鬥機將削減至185架；依循法令規劃，法國空軍規劃2021年將除役C、B型，2025年將除役5F、D型預定至少服役至2030年。
 摩洛哥：30架
2024年採購阿聯退役的幻象2000-9。
 阿联酋：68架，2020年尚存57架
- 幻象2000EAD × 22
- 幻象2000RAD × 8（偵察型）
- 幻象2000DAD × 6

阿聯為幻象戰機的首位國外用戶，1983年便訂購36架，不過因為和法方要求內裝更換為義大利製電戰系統，實際交機到1989年才開始執行。幻象2000RAD為幻象2000家族中唯一的偵查型，但使用機腹掛架搭配偵照夾艙，並未對機內結構進行大規模改造。採購幻象2000-9時，阿聯將所有的EAD/RAD/DAD機隊升級為相同標準，與新造機統稱幻象2000-9RAD

- 幻象2000-9RAD  × 20
- 幻象2000-9D × 12

在採購幻象2000-9時，阿聯將當時仍服役的30架幻象2000-5一併升級，因此阿聯的幻象2000-9總規模為62架。阿聯的幻象2000-9在2015年開始投入葉門內戰，運用配備的各類對地武器進行炸射，目前已知的戰損在2016年3月14日於亞丁附近墜毀，兩名飛官陣亡。阿聯官方聲稱是機械故障，但英國媒體推測是執行低空對地攻擊時遭9K32可攜式防空飛彈擊落。
有消息指法國向阿聯促銷疾風戰鬥機，但阿聯開出採購條件是法國回購其空軍使用中的幻象2000，不過目前雙方未達成共識。阿聯的幻象機隊原本宣布在2017年要進行升級，但因不明原因延遲到2019年才完成簽約。2019年11月，法國媒體報導阿聯在同年的杜拜航空展時和法國簽約再度對現役幻象機隊進行翻修改良，總價17億阿联酋迪拉姆（4.18億歐元）。
2024年4月阿拉伯聯合大公國即將退役的幻象2000-9機隊，終於敲定去向，Army Recognition報導法國政府在拖延長達3年後，終於批准轉售其中30架給北非大國摩洛哥、另外39架則將售予埃及。
 印度 ：59架
2023年1月不含增購二手機尚存38架
- 幻象2000H  × 46（編號KF101至KF146）
- 幻象2000TH × 13（編號KT201至KT213）

印度1980年得知巴基斯坦將採購F-16戰隼戰鬥機，且確定會在1982年交貨。由於現役的米格21與米格23確信打不過F-16，印度空軍很快地就說服印度政府要採購新型戰機對抗巴基斯坦，但最初測試的機種是幻象F1戰鬥機。不過印度軍方很快地即得知幻象2000戰機的存在，因此印度向法國提出採購150架幻象2000的意向。1982年法印兩國完成簽約，第一批購入36架幻象2000H（單座機）、4架幻象2000TH（雙座機），並有9架戰機額度的選購權。原本印度計畫用最終150架規模的訂單作為達梭協助印度斯坦飛機公司在印度開設生產線籌碼，但因為第一批訂購總量太少，因此法國方面也懷疑印度的合作誠意，加上印度與蘇聯當時有緊密合作，這個計畫未被同意。
1985年，第一批7架幻象2000H回國交付印度空軍第7中隊（戰斧中隊），印度空軍將幻象機命名為「雷電式」（Vajra），第二支幻象機單位是在1986年1月由第1中隊（老虎中隊）換裝，第一批飛機在1986年完成採購。由於運用評價良好，印度在1986年動用9架選擇權增購，這批增購機在1990年交解5架、1992年交解2架、1994年交解2架。幻象2000H/TH最初配備是M53-5發動機，但是在後續操作壽限到期後已更換升級為M53-P2發動機。印度採購幻象機時也考慮了對地攻擊需求，並購入了ATLIS II雷射導引莢艙與1,000公斤版的馬特拉雷射導引炸彈。不過在1999年卡吉爾戰爭期間，印度發現ATLIS II無法在7,000公尺海拔高度等級的空域操作，因此從以色列購入Litening雷射導引莢艙與美國製鋪路二型雷射導引炸彈，法國原廠並沒有相關的技術整合項目，改裝工程則交由以色列工程師解決。
在卡吉爾戰爭中幻象機的表現優異，鼓舞了印度軍方，使印度軍方提出增購126架幻象2000-5的構想，這政策最後演變成國際競標的MMRCA計劃，而且直至今日尚未塵埃落定。
而印度政府在2004年批准增購10架幻象2000H，採用性能較好的RDM 7雷達，因此最終採購規模為59架。2004時印度政府已經宣布將升級幻象2000機隊，但後續經過漫長的談判，到2011年7月，印度通過以30億美金的預算為幻象機升級當時尚存的51架幻象戰機；2013年起，印度與法國敲定性能改良計畫；首批2架升級機在2015年3月出廠，編號幻象2000I／TI。幻象2000I大部分規格比照幻象2000MKII標準升級，換裝RDY-II雷達、升級航電、頭盔瞄準器，升級後的幻象2000I獲得使用雲母飛彈的能力，為此印度計畫採購500枚雲母飛彈。
2021年時，印度空軍從法國空軍購買24架二手幻象2000以補充機隊損耗，其中部分可直接使用，部分作為零部件供應。
2023年1月28日一架印度空軍幻象2000和一架Su-30戰機在起飛後雙雙墜毀。幻象2000飛行員殉職。
 埃及：20架，2024年再從阿聯酋接收39架
- 幻象2000EM × 16（編號101至116）（損失1架）
- 幻象2000BM × 4（編號201至204）
- 幻象2000-9×39

埃及為第一個訂購幻象2000的國外客戶，1981年12月以8.9億美金的價格採購了20架，並保留20架選擇權，這批幻象2000在1986年6月－1988年1月間交機。

埃及採購幻象2000時同時購入當時的完整空地武器：R550魔法空對空飛彈、超級530空對空飛彈、AS-30L雷射導引炸彈、AS-37反輻射飛彈，ATLIS II標定莢艙等。

目前埃及的幻象機有1架因意外墜毀，埃及軍方雖然多度計畫升級幻象機，但是因財政問題而打消。
 希腊：44架
- 幻象2000EG × 36（編號210至245）
- 幻象2000DG × 4（編號201至204）
- 幻象2000-5 Mk 2 × 15（單座機編號546至555、雙座機編號505至509）

1985年3月，希臘向法國訂購了40架幻象2000，總價13.8億美金，希臘航太公司並獲得史奈克瑪授權生產M53-P2發動機。與法國的幻象2000C差異處為使用升級的整合電戰反制系統套件1型（ICMS 1），且只有採購魔法二型飛彈。

這批幻象機在1990年代接受由達梭指導、希臘航太執行的塔羅斯計畫，將雷達更換為RDM-3，電戰升級為ICMS 1，希臘同時增購整合了飛魚Block II反艦飛彈與超級530D中程空對空飛彈。

2000年8月，希臘以11億美元的價格增購15架幻象2000-5Mk2，10架單座、5架雙座，並挑選了10架幻象2000EG接受同標準改良。幻象2000-5Mk2配備RDY-2雷達、ICMS-3，並換裝TOTEM-3000慣性導航系統（原始規格為Uliss-52）。目前希臘空軍的幻象2000佈署在331、332兩個中隊中。
 中華民國：60架，2024年9月尚存53架
- 中華民國空軍
  - 空軍第二戰術戰鬥機聯隊

 秘魯：12架

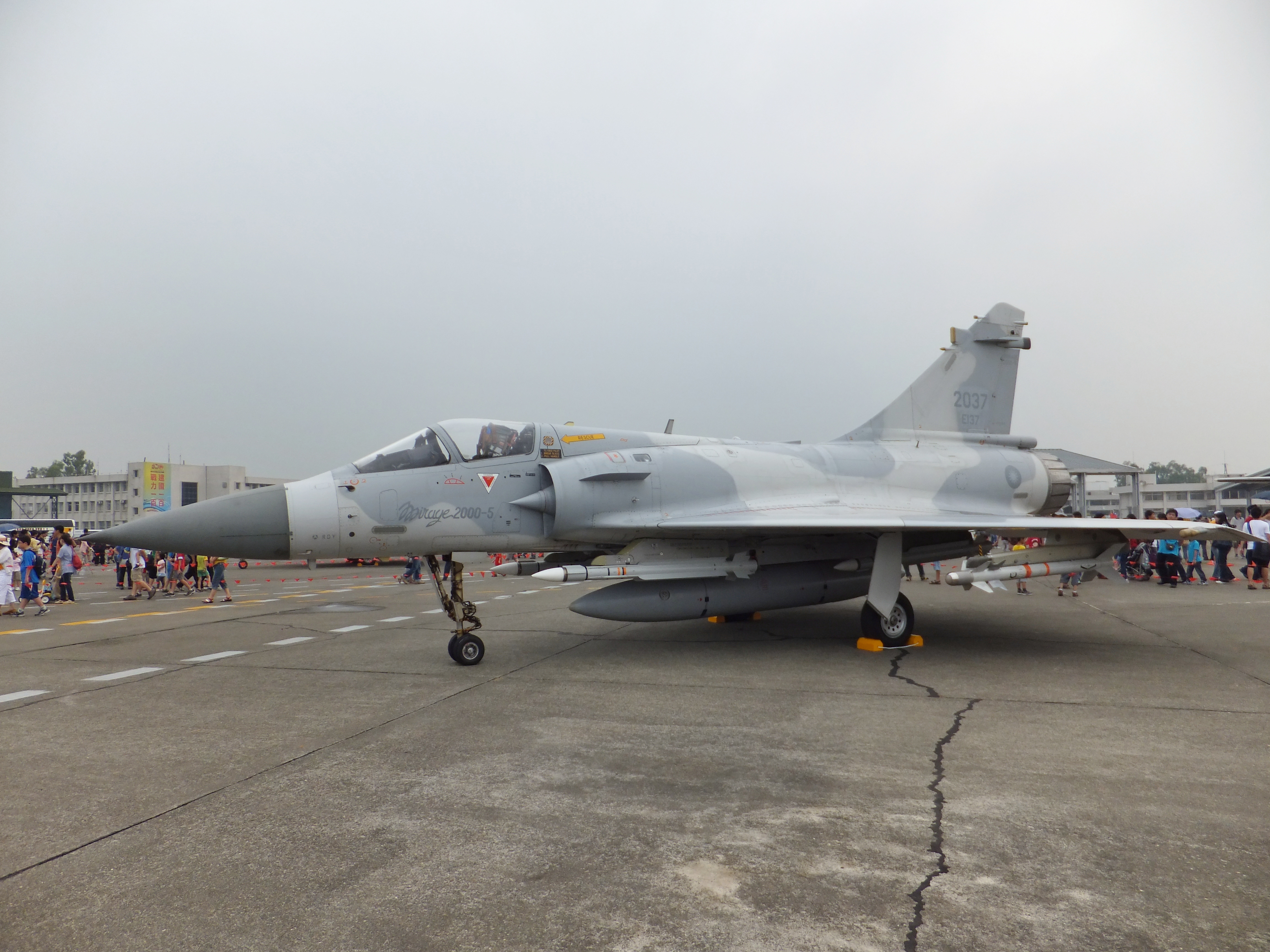
中華民國空軍幻象2000-5EI型

- 幻象2000EP × 10（編號050-054、060-064）
- 幻象2000DP × 2（編號193、195）

祕魯在1982年10月11日宣布以45.64億法郎的價格採購26架幻象2000，作為美國拒絕出售祕魯戰機的解決方案，軍購計畫談判代號以木星（Jupiter）稱呼。木星一號與二號在1982年進行，祕魯與法國幻象機相關合約商（達梭、史奈克瑪、湯姆笙 CSF）達成採購合同共識；但後續談判不順以及匯率貶值，1984年木星三號達成初步協議時總價已漲幅到49.6億法郎，戰機分別以首批16架在1988年底交機，第二批10架則作為選擇權待後續簽訂；1986年6月木星四（Jupiter IV）正式採購契約訂案時，只採購12架幻象2000。這批幻象在1986年12月交機，全數編入第4戰鬥機混合聯隊下屬之第412中隊。

與埃及相同，在採購本型戰機時一併增購ATLIS II導引夾艙及配合的對地武器，但空中武器部分則極為貧乏，雖然有配備超級530飛彈與魔法二型飛彈的發射配線，但因為祕魯無足夠經費也無假想敵威脅，空對空飛彈採購遭無限期擱置，因此服役30年來只配備魔法一型飛彈進行制空任務；目前這批戰機的妥善狀況不理想，就航空雜誌的推估只剩7架可用；祕魯政府在2012年時曾委託達梭公司對機隊翻修需求進行評估，達梭當時開價翻修機隊需1.4億美金，但祕魯政府沒有同意這筆翻修預算。
 乌克兰：數量未定
早在2023年2月28日，法國國防部於國會聽證會中，透露正考慮將退役的幻影2000轉讓予烏克蘭空軍，作為俄烏戰爭期間對該國的軍援之一；然而，直至翌年6月6日，法國總統馬克隆才宣佈將向烏克蘭提供幻影2000-5，並為烏軍飛行員提供訓練。。2025年2月6日，法國證實第一架幻象2000已運抵烏克蘭。

### 前用戶
巴西：12架，已於2013年12月除役
- 幻象2000C × 10（法國空軍編號13，15，21，22，25，29，32，34，35和36）
- 幻象2000B × 2（法國空軍編號502，513）

巴西的幻象2000是採購法國空軍的二手機，12架共分三批各4架在2006－2008年間每年各接收一批，全機隊均採用RDI-S4雷達與M53-5發動機；飛機除役後巴西在2016年公告出售，一家总部位于巴黎附近的法国公司与巴西空军达成了交易，该公司买下这批“幻影”后准备进行翻新，用于承包北约空军的假想敌训练业务。
 ：12架，均已退役，曾打算轉售予印尼，但不果。
- 幻象2000-5EDA × 9（編號QA-90至QA-98）
- 幻象2000-5DDA × 3（編號QA-86至QA-88）

### 競投/採購失敗
印度尼西亞：12架（資料同上）
印尼曾於2023年1月，向卡塔爾採購該國退役的幻影2000-5戰鬥機。然而，礙於印尼政府財困，該國先於2024年1月宣佈擱置交付，一個月後更宣佈取消訂單。